# Herbst Pitt
Herbst Pitt war eine Hausbrauerei mit Ausschank in Krefeld.

## Geschichte
Gegründet wurde der Gastronomiebetrieb von Johann Josef Herbst am 22. Oktober 1862 in den von ihm selbst zu diesem Zweck erbauten Häusern. Sein Sohn Theodor erlernte das Brauhandwerk und gliederte eine eigene Brauerei der Wirtschaft an. Seitdem wird das Bier aus eigener Produktion nur in der Wirtschaft ausgeschenkt. Heute lässt die Wirtschaft Herbst Pitt ihr obergäriges dunkles Altbier nach ihrem Originalrezept von der Brauerei Gleumes brauen.
Das Traditionslokal blieb praktisch bis heute im Besitz der Familie Herbst. Den Namen Herbst Pitt (Krieewelsch für „Peter Herbst“) erhielt die Wirtschaft von seinem wohl bekanntesten Wirt. Peter Herbst war ein Krefelder Original und ist noch heute vielen durch Überlieferung seines Humors bekannt. Nach dem Tod von Peter Herbst übernahm Josef Herbst 1921 die Wirtschaft.
Als im Juni 1943 die Alliierten den Großangriff auf Krefeld flogen, konnte die Wirtschaft mit Müh’ und Not vor den Flammen der umliegenden brennenden Häuser gerettet werden.
Seit der Währungsreform 1948 gab es mit dem Altbier immer eine obergärige Krefelder Bierspezialität ständig im Angebot.
Herbst Pitt befand sich mit seiner heutigen Einrichtung und dem gastronomischen Angebot in der Tradition rheinischer Braugaststätten wie zum Beispiel Brauerei im Füchschen, Uerige, Brauerei Schumacher im benachbarten Düsseldorf oder Früh in Köln.
Zuletzt braute die Brauerei August Gleumes das Bier nach dem Rezept von Herbst Pitt. Nach 150 Jahren wurde der Betrieb eingestellt.